# Zoltán Alszeghy
Zoltán Alszeghy (* 12. Juni 1915 in Budapest; † 19. Mai 1991 in Rom) war ein ungarischer Jesuit und Theologe.

## Leben
Er trat am 19. August 1933 in die Gesellschaft Jesu ein und wurde am 13. Mai 1942 in Rom zum Priester geweiht. Ab 1946 lehrte er als Professor für Theologie an der Pontificia Università Gregoriana.

## Schriften (Auswahl)
- Grundformen der Liebe. Die Theorie der Gottesliebe bei dem hl. Bonaventura. Rom 1946, OCLC 218079464.
- Nova creatura. La nozione della grazia nei commentari medievali di S. Paolo. Rom 1956, OCLC 869652321.
- De Paenitentia Christiana. Rom 1962, OCLC 224143249.
- mit Maurizio Flick: I primordi della salvezza. Torino 1979, ISBN 88-211-7824-2.